# WHL 1970/71
Die Saison 1970/71 war die 19. reguläre Saison der Western Hockey League (WHL). Meister wurden die Portland Buckaroos.

## Teamänderungen
Folgende Änderungen wurden vor Beginn der Saison vorgenommen:
- Die Vancouver Canucks wechselten in die NHL

## Modus
In der Regulären Saison absolvierten die sechs Mannschaften jeweils 72 Spiele. Die vier  bestplatzierten Mannschaften qualifizierten sich für die Playoffs. Für einen Sieg erhielt jede Mannschaft zwei Punkte, bei einem Unentschieden einen Punkt und bei einer Niederlage null Punkte.

## Reguläre Saison

### Tabelle
Abkürzungen: GP = Spiele, W = Siege, L = Niederlagen, T = Unentschieden, GF = Erzielte Tore, GA = Gegentore, Pts = Punkte
|                         | GP | W  | L  | T  | GF  | GA  | Pts |
| ----------------------- | -- | -- | -- | -- | --- | --- | --- |
| Portland Buckaroos      | 72 | 48 | 17 | 7  | 306 | 210 | 103 |
| Phoenix Roadrunners     | 72 | 36 | 27 | 9  | 271 | 234 | 81  |
| San Diego Gulls         | 72 | 33 | 27 | 12 | 248 | 223 | 78  |
| Denver Spurs            | 72 | 25 | 31 | 16 | 242 | 253 | 66  |
| Seattle Totems          | 72 | 27 | 36 | 9  | 223 | 260 | 63  |
| Salt Lake Golden Eagles | 72 | 18 | 49 | 5  | 217 | 327 | 41  |

## Playoffs
|  | Halbfinale | Halbfinale          | Halbfinale |  |  | Finale | Finale              | Finale |
|  |            |                     |            |  |  |        |                     |        |
|  |            |                     |            |  |  |        |                     |        |
|  | 1          | Portland Buckaroos  | 4          |  |  |        |                     |        |
|  | 3          | San Diego Gulls     | 2          |  |  |        |                     |        |
|  |            |                     |            |  |  | 1      | Portland Buckaroos  | 4      |
|  |            |                     |            |  |  | 2      | Phoenix Roadrunners | 1      |
|  | 2          | Phoenix Roadrunners | 4          |  |  |        |                     |        |
|  | 4          | Denver Spurs        | 1          |  |  |        |                     |        |
|  |            |                     |            |  |  |        |                     |        |